# شهرستان سامراء
شهرستان سامراء  یک شهرستان‌های عراق در عراق است که در استان صلاح‌الدین واقع شده‌است.